# Polacker på Island
Till polacker på Island (polska: Polacy w Islandii) eller polska islänningar räknas personer som är boende på Island, och som har sitt ursprung i Polen. År 2021 bodde det enligt Hagstofa Íslands, på Island, sammanlagt 20 553 personer födda i Polen. Polacker utgör den markant största utlandsfödda gruppen på Island, följt av litauer och filippiner. De polska migranterna på Island har bidragit till att den katolska kyrkans ställning på ön kraftigt förstärkts.